# Heo Jeong
Heo Jeong (coreà: 허정)  (Busan, 8 d'abril de 1896 - Seül, 18 de setembre de 1988) va ser un polític i activista sud-coreà que va servir com el sisè primer ministre de Corea del Sud durant la Segona República del país.
Ell va servir també com a Cap d'Estat provisional durant la revolució d'abril de 1960 que va esfondrar la primera república. A més, va dirigir un òrgan vigilant del govern per un breu temps després del 1960 Revolució d'Abril, que va enderrocar la Primera República. Heo també era conegut pel sobrenom, "Uyang" (Korean: 우양; Hanja: 友洋; literalment "amic dels mars"), i un nom alternatiu, Heo Sung-su (Korean: 허성수; Hanja: 許聖洙).

## Biografia
Heo Jeong va nàixer a Busan, província de Gyeongsang Sud. So pare, Heo Mun-il, era un comerciant ric. El 1922 Heo es va posar en asil polític donant un colp de mà a Syngman Rhee. De 1922 a 1936, Heo va participar en els moviments de resistència coreans. El 2 de setembre de 1945, es va incorporar al Partit Demòcràta de Corea (한국 민주당, 韓國民主黨). En 1950 va ser nomenat primer ministre interí i més tard el 1951, va ser a més Ministre de Salut de Corea del Sud fins a 1952. De 1957 fins a 1959 va ser nomenat per alcalde de Seül, després va ser enviat al Japó i el seu títol va ser enviat especial sud-coreà al Japó. En 16 d'abril va ser ministre de Relacions Exteriors. El 25 d'abril, va ser nomenat primer ministre interí de manera que l'endemà de la renúncia del president Syngman Rhee, Heo Jeong va ser president interí fins al 18 d'agost. El 16 de juliol de 1960, va ser nomenat com el sisè primer ministre, per l'Assemblea Nacional de Corea del Sud. Ell es va mantenir com a president interí de Corea del Sud fins que va ser triat com a president el seu successor Yun Bo-seon.
En 1919 va conèixer a Syngman Rhee, una església metodista de Seül. Des d'aquest moment fins a 1960 Heo Jeong va ser un seguidor entusiasta de Syngman Rhee.